# جان منچیپ پایت
جان منچیپ پایت (انگلیسی: Jon Manchip White؛ ۲۲ ژوئن ۱۹۲۴ – ۳۱ ژوئیهٔ ۲۰۱۳) رمان‌نویس، و فیلم‌نامه‌نویس اهل ایالات متحده آمریکا بود.
وی دانش‌آموختهٔ کالج سنت کاترین، کمبریج بود و در جریان جنگ جهانی دوم به نیروی دریایی پادشاهی بریتانیا پیوست. پس از جنگ وی به دانشگاه کمبریج بازگشت و با رتبهٔ ممتاز در باستان‌شناسی پیشاتاریخ، زبان‌های شرقی و انسان‌شناسی فارغ‌التحصیل شد. او پژوهش‌هایی در زمینه مصرشناسی داشت. او پس از مهاجرت به آمریکا، استاد دانشگاه تگزاس در ال پاسو و دانشگاه تنسی شد.
از سریال‌های تلویزیونی که وی در آن‌ها نقش داشته‌است، می‌توان به ساحره‌گیری اشاره نمود.